# Geoffrey Burbidge
Geoffrey Burbidge (ur. 24 września 1925, zm. 26 stycznia 2010 w San Diego) – brytyjski fizyk i astronom.
W latach 1963–1984 i od 1988 był profesorem Uniwersytetu Kalifornijskiego w San Diego, a 1978-1984 dyrektorem Kitt Peak National Observatory. Napisał wiele prac teoretycznych poświęconych procesom nukleosyntezy w gwiazdach, a także budowie i ewolucji gwiazd, galaktyk i kwazarów. Zwrócił uwagę na znaczenie, jakie odgrywa uwalnianie energii grawitacyjnej w wybuchach supernowych. Jego żoną była Margaret Burbidge, również astronom.

## Nagrody i wyróżnienia[1]
- 1959 – Helen B. Warner Prize for Astronomy (razem z Margaret Burbidge)
- od 1968 członek Royal Society[2]
- 1985 – Jansky Prize od National Radio Astronomy Observatory
- 1999 – Bruce Medal
- 2005 – Złoty Medal Królewskiego Towarzystwa Astronomicznego (razem z Margaret Burbidge)
- W uznaniu jego pracy jedną z planetoid nazwano (11753) Geoffburbidge.